# Fluid Rustle
Fluid Rustle is het vijfde muziekalbum dat de Duitse contrabassist Eberhard Weber uitbrengt. Het album is opgenomen in de Tonstudio Bauer in Ludwigsburg.

## Musici
- Bonnie Harman, Norma Winstone – tekstloze zang;
- Gary Burton – vibrafoon;
- Bill Frisell – gitaar;
- Eberhard Weber – bas.

## Composities
1. Quiet departures (17:23)
2. Fluid rustle (7:24)
3. A pale smile (9:06)
4. Visible thoughts (4:59)